# The Harlequin Tea Set and Other Stories
The Harlequin Tea Set and Other Stories (Poirot e o Mistério da Arca Espanhola & Outras Histórias no Brasil) é uma coleção de contos escritos por  Agatha Christie e publicado no Brasil pela primeira vez pela L&PM Editores em fevereiro de 2009. O livro contém nove contos, cada um dos quais envolve um mistério separado. Com exceção do conto The Harlequin Tea Set (O Jogo de Chá do Arlequim), todos os contos foram publicados na coletânea While the Light Lasts and Other Stories (Enquanto Houver Luz no Brasil).
A coletânea de nove contos inclui:
- The Edge ("O Limite")
- The Actress ("A Atriz")
- While the Light Lasts ("Enquanto a Noite Durar")
- The House of Dreams ("A Casa dos Sonhos")
- The Lonely God ("O Deus Solitário")
- Manx Gold ("O Ouro de Manx")
- Within a Wall ("Dentro de uma Parede")
- The Mystery of the Spanish Chest ("O Mistério da Arca Espanhola", um conto de Hercule Poirot)
- The Harlequin Tea Set ("O Jogo de Chá do Arlequim", um conto de Harley Quin)